# 宇佐見真吾
 宇佐見 真吾（うさみ しんご、1993年6月4日 - ）は、千葉県松戸市出身のプロ野球選手（捕手、内野手）。右投左打。中日ドラゴンズ所属。

## 経歴

### プロ入り前
幸谷小学校在籍時に二ツ木ソフトボールクラブ（現:二ツ木・幸谷ツインズ）でソフトボールを始め、他にもサッカーや少林寺拳法も小学生時代に経験。小金南中学校では軟式野球部に所属した。
柏市立柏高等学校では2年夏にベスト8。2年秋から正捕手になり、森和樹とバッテリーを組む。3年夏は5番打者として出場するも、4回戦敗退。甲子園に出場することはなかった。その他のチームメイトに船越涼太がいた。
城西国際大学に進学し、1年春からリーグ戦に出場。1年秋と2年春にベストナインを受賞。4年は主将になるが、春は代表合宿中に練習で顔面にボールが当たり、その際に顔面の3ヶ所を骨折したため選手としては欠場、コーチ登録でベンチ入りした。この時の負傷により左目に外傷性白内障の症状を発症させてしまった。
2015年夏季ユニバーシアードの野球日本代表に選出され、金メダル獲得に貢献した。
2015年10月22日に行われたドラフト会議で読売ジャイアンツから4位指名を受け、契約金4500万円、年俸800万円で契約した（金額は推定）。背番号は52。

### 巨人時代

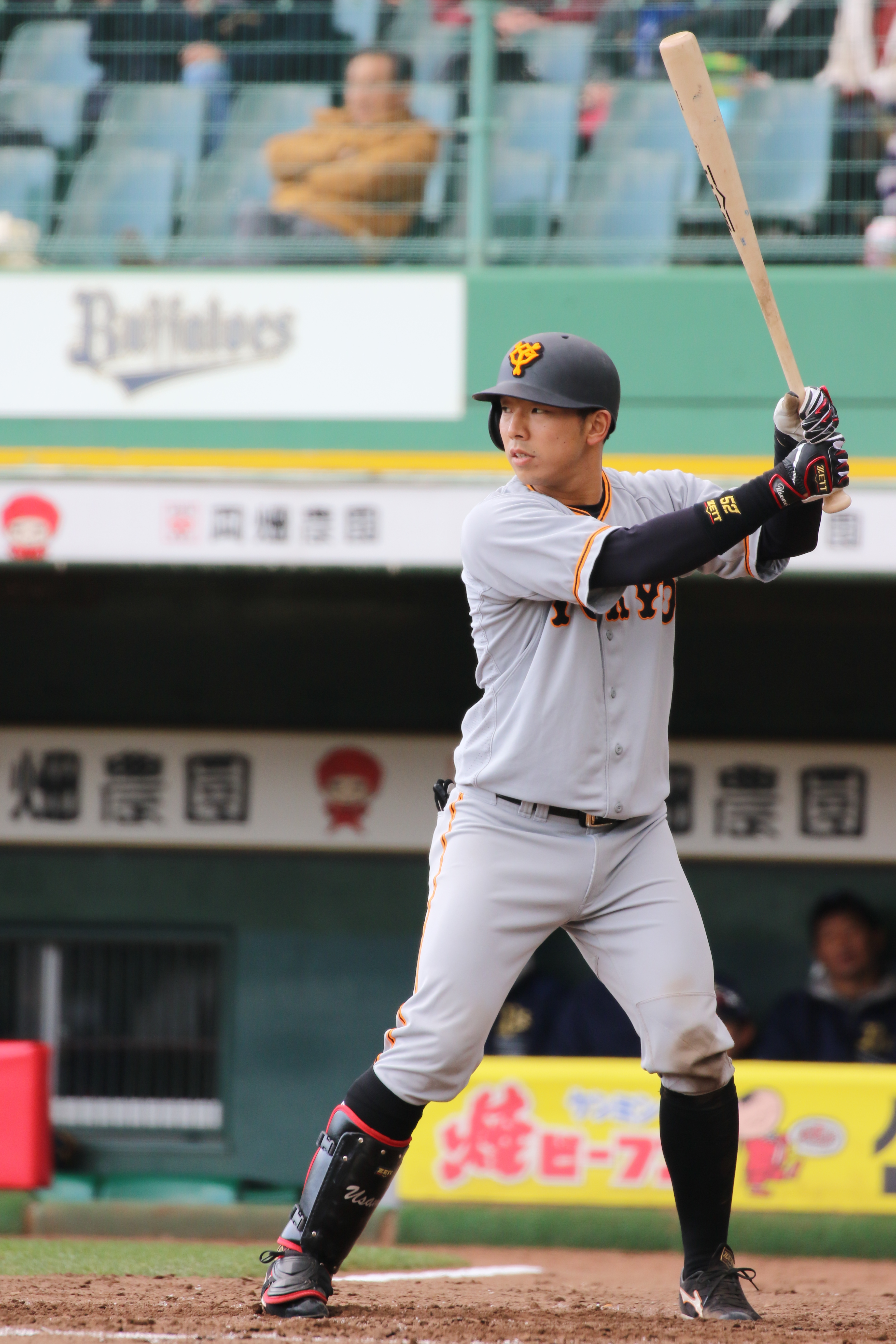
巨人時代
（2017年、ほっともっとフィールド神戸にて）

2016年は、二軍でチーム3位の41試合（捕手36試合）に出場するも、大学時代の顔面骨折の影響で左目の視力が低下したことなどがあり、イースタン・リーグワーストタイ6捕逸を記録し、打率も.198に終わる。1年目の6月に二軍首脳陣の勧めもあり、左目の外傷性白内障の手術に踏み切った。11月25日から台湾で開催されたアジアウインターベースボールリーグにおいて、NPBイースタン選抜に選出された。
2017年は、春季キャンプで一軍スタートとなったが4月に右手有鈎骨を骨折。手術を行った後に二軍で試合に復帰し、8月8日の阪神タイガース戦（東京ドーム）で一軍に昇格すると、代打として公式戦初出場。藤川球児から初打席初安打を記録。8月18日の横浜DeNAベイスターズ戦（東京ドーム）では延長10回裏に砂田毅樹からプロ入り初本塁打をサヨナラ本塁打で達成した。このプレーで8月度の「月間アットホームヒーロー賞」を受賞した。8月25日の阪神戦（東京ドーム）では「8番・捕手」として一軍では初めてとなる先発メンバーで起用されると、青柳晃洋から2点本塁打を放った。9月5日に行われた中日ドラゴンズ戦（松本市野球場）では途中出場し、2点ビハインドの9回裏二死一塁で打席に立ち、クローザーの田島慎二にあと1球と追い込まれながらゴルフのようなアッパースイングで同点本塁打を放つ。オフの10月12日に第1回アジアプロ野球チャンピオンシップの日本代表に選出されたが、怪我のために辞退。12月7日に、巨人V9時代の正捕手である森昌彦が背負った背番号27へ変更することが発表された。
2018年は、29試合の出場で打率.104、3打点に留まる。オフにFA入団した炭谷銀仁朗が西武時代の背番号「27」を用いることが決まり、背番号は32へ変更となった。
2019年は、小林誠司、大城卓三、炭谷とライバルが多く、さらに左の代打にも捕手登録の阿部慎之助がいたため開幕一軍を逃し、3試合の出場に終わる。

### 日本ハム時代

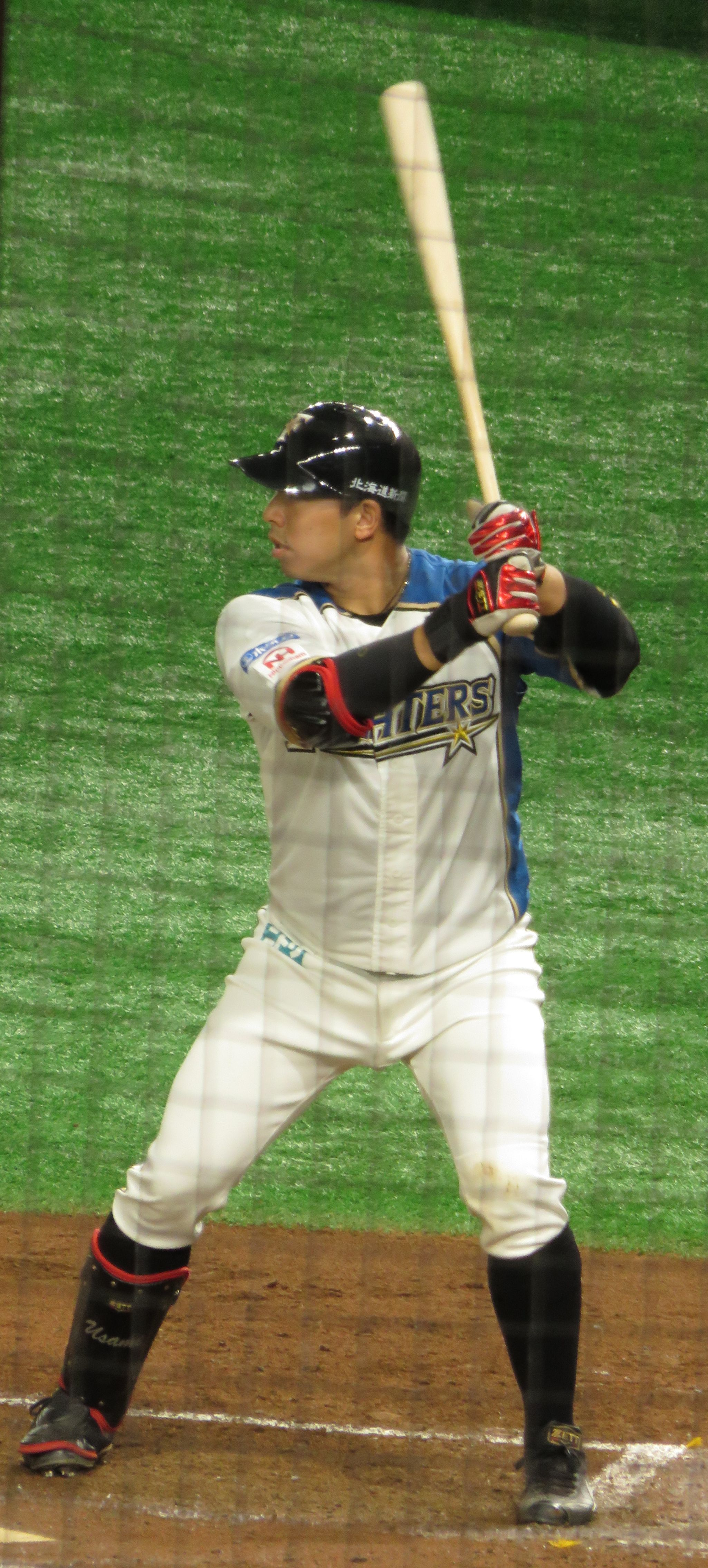
北海道日本ハムファイターズ時代
（2019年9月12日 東京ドーム）

2019年6月26日に藤岡貴裕、鍵谷陽平とのトレードで吉川光夫と共に北海道日本ハムファイターズに移籍。これは令和における日本プロ野球（NPB）初のトレードによる移籍であった。6月28日に入団会見が行われ、背番号を30とすることが発表された。また同日に出場選手登録がなされ、会見後に行われた対福岡ソフトバンクホークス9回戦（札幌ドーム）に途中出場を果たしたが、ユニフォーム等の作成が間に合わず、實松一成捕手兼二軍育成コーチのユニフォーム及び捕手防具を着用した。7月2日の対埼玉西武ライオンズ戦（札幌ドーム）ではプロ初の猛打賞を達成すると共に、移籍後初の適時打も放つ活躍。巨人と合わせて自己最多の48試合に出場し、打率.200、9打点を記録した。
2020年は、自身初の開幕マスクを掴み取り、正捕手候補だった清水優心が再調整で二軍落ちしたこともあって主戦捕手として起用が続く。最終的に自己最多の80試合に出場した。7月23日の対ソフトバンク戦（福岡PayPayドーム）で笠谷俊介から3年ぶりで移籍後初となる本塁打を打つも、打率.178と低調であり、完全に正捕手奪取とまではならなかった。
2021年は、32試合の出場にとどまり、本塁打は1本、打率は.116と低調な成績に終わった。
2022年は、沖縄・名護市で行われたキャンプで、新庄剛志新監督から直接指導を受けた。手本として、メジャー歴代1位となる通算762本塁打のバリー・ボンズが挙げられた。メジャーを経験した新庄剛志の元チームメイトで、当時のプレースタイルなどをもとに、身ぶり手ぶりを交えたアドバイスを受けた。開幕戦に「8番・捕手」として先発出場した。4月18日に行われた東北楽天ゴールデンイーグルス戦（東京ドーム）で先発・田中将大から先制2点本塁打を放ち、これが決勝点となった。その後も新庄剛志監督直伝の｢ボンズ打法｣で打てる捕手として目立ち、7月2日に行われたオリックス・バファローズ戦（札幌ドーム）では山本由伸から巨人時代のキャリア最多タイに並ぶ4号のソロ本塁打を放った。7月18日時点ではチーム最多の60試合に出場し、正捕手争いで存在感を増した。9月26日の楽天戦（札幌ドーム）でシーズンキャリアハイとなる5号先制ソロ本塁打を放ち、キャリアハイの8勝目がかかった日本ハム先発の加藤貴之を援護する本塁打となった。最終的には自己最多の81試合に出場し、打率.256、5本塁打、24打点という成績を残した。
2023年、開幕戦に「8番・捕手」で先発出場したが、開幕から9試合に出場して15打席ノーヒットと結果を残せず、4月20日に登録抹消となった。二軍では32試合に出場し、打率.255、3本塁打、16打点の結果を残した。

### 中日時代
2023年6月19日、山本拓実、郡司裕也との2対2トレードで齋藤綱記と共に中日ドラゴンズへ移籍することが発表された。背番号は39。
6月24日に一軍出場選手登録をされると、翌25日の対東京ヤクルトスワローズ戦（バンテリンドーム ナゴヤ）で移籍後初安打を放ち、同月30日の対横浜DeNAベイスターズ戦（横浜スタジアム）には8回に代打で今永昇太からチームの勝利につながる同点適時打を放つなどして、骨折で離脱していた正捕手の木下拓哉に代わりスタメン捕手として起用される機会が多くなった。8月13日の広島戦（バンテリンドームナゴヤ）では、1点ビハインドの延長10回に、前の打者の石川昂弥が同点本塁打を放った直後、2者連続本塁打となるサヨナラ本塁打を打ち、チームの勝利をもたらした。その次の試合である16日の巨人戦（バンテリンドーム）では9回に満塁の好機に代打起用され、2試合連続となるサヨナラ打を放つ。その後は木下が復帰すると一塁手として、石川昂弥が一時離脱すると四番として起用されることがあった。チームが8連敗中だった同月27日のDeNA戦では延長12回にサヨナラ安打を放ち、結局8月月間で合計3本のサヨナラ安打を放った。最終的に移籍後打率.282、3本塁打、14打点の成績を記録した。オフの11月28日に1100万円増の推定年俸4100万円で契約を更改した。
2024年は2度の二軍落ちを経験するなどシーズンを通じて一軍に定着することができず、シーズン途中で加入した2023年の69試合を下回る61試合の出場にとどまった。それでも8月23日の対読売ジャイアンツ戦（東京ドーム）では、2023年8月13日の対広島東洋カープ戦（バンテリンドーム ナゴヤ）以来となる1号2ランを放ちこの日には適時打などで4打点の活躍を見せた。また、9月6日の対広島東洋カープ戦では「5番・捕手」でスタメンとなり細川成也との7月16日の対東京ヤクルトスワローズ戦以来のチームの2者連続弾を記録した。最終的には打率.303、3本塁打、17打点の成績を記録した。オフには100万円減の推定年俸4000万円で契約更改した。

## 選手としての特徴・人物
柔らかいリストから力強いスイングで鋭い打球を飛ばす能力に加え、バットコントロールも優れる捕手。守備では二塁送球で2秒を切る強肩が魅力。
2017年シーズン時点では「打撃は強力だが一軍レベルの捕手守備力が無いので、自分ならレギュラーに起用しない」という趣旨の評価を里崎智也は語っていた。持ち前のバットコントロールを生かした本塁打を打つ力を、日刊スポーツTwitterからは『アイドルマスター シンデレラガールズ』の登場人物である安部菜々の通称「ウサミン」に引っかけ、「ウサミンパワー」と称されている。
愛称は名前をもじった「チャーミー」や「チャミ」など。
ももいろクローバーZや、その妹分であるTEAM SHACHIのファンであり、巨人軍入寮時にはDVDやコンサート用のペンライトを持ち込み、その後もたびたびライブに足を運ぶほどだった。2017年のファンフェスティバルでは、選手の夢を叶える企画で「ももいろクローバーZに会ってみたい」と希望し、同グループからメッセージビデオがサプライズで送られた。2018年には、ももクロのメンバーカラーで編み込んだ練習用ミットを特注。同年に開催された、巨人軍とももクロによるコラボレーション企画「ももクロナイター」の始球式では、メンバー全員が代わる代わる投げた球を捕手として受け止めていた。
2022年オフの11月6日、 ももクロのメンバーである高城れにとの結婚を発表。2023年12月14日、高城との離婚を発表した。
2023年9月25日の対阪神戦で、打席に立った阪神のジェレミー・ビーズリー投手がレガースが外れて苦労している様子を見て一塁から駆け寄り、装着を手伝った。この光景を見た両チームのファンから大きな拍手が湧き起こった。

## 詳細情報

### 年度別打撃成績
| 年 度     | 球 団     | 試 合 | 打 席 | 打 数 | 得 点 | 安 打 | 二 塁 打 | 三 塁 打 | 本 塁 打 | 塁 打 | 打 点 | 盗 塁 | 盗 塁 死 | 犠 打 | 犠 飛 | 四 球 | 敬 遠 | 死 球 | 三 振 | 併 殺 打 | 打 率 | 出 塁 率 | 長 打 率 | O P S |
| --------- | --------- | ----- | ----- | ----- | ----- | ----- | -------- | -------- | -------- | ----- | ----- | ----- | -------- | ----- | ----- | ----- | ----- | ----- | ----- | -------- | ----- | -------- | -------- | ----- |
| 2017      | 巨人      | 21    | 45    | 40    | 6     | 14    | 0        | 0        | 4        | 26    | 8     | 0     | 0        | 0     | 0     | 3     | 0     | 2     | 14    | 0        | .350  | .422     | .650     | 1.072 |
| 2018      | 巨人      | 29    | 58    | 48    | 2     | 5     | 2        | 0        | 0        | 7     | 3     | 0     | 0        | 0     | 0     | 10    | 1     | 0     | 20    | 1        | .104  | .259     | .146     | .404  |
| 2019      | 巨人      | 3     | 4     | 4     | 0     | 1     | 0        | 0        | 0        | 1     | 0     | 0     | 0        | 0     | 0     | 0     | 0     | 0     | 0     | 0        | .250  | .250     | .250     | .500  |
| 2019      | 日本ハム  | 45    | 103   | 96    | 4     | 19    | 3        | 0        | 0        | 22    | 9     | 0     | 0        | 1     | 0     | 6     | 0     | 0     | 19    | 4        | .198  | .245     | .229     | .474  |
| '19計     | 日本ハム  | 48    | 107   | 100   | 4     | 20    | 3        | 0        | 0        | 23    | 9     | 0     | 0        | 1     | 0     | 6     | 0     | 0     | 19    | 4        | .200  | .245     | .230     | .475  |
| 2020      | 日本ハム  | 80    | 187   | 169   | 10    | 30    | 1        | 0        | 3        | 40    | 15    | 0     | 1        | 9     | 1     | 8     | 0     | 0     | 45    | 5        | .178  | .213     | .237     | .450  |
| 2021      | 日本ハム  | 32    | 57    | 43    | 2     | 5     | 0        | 0        | 1        | 8     | 2     | 0     | 0        | 5     | 0     | 8     | 0     | 1     | 16    | 2        | .116  | .269     | .186     | .455  |
| 2022      | 日本ハム  | 81    | 237   | 215   | 22    | 55    | 10       | 0        | 5        | 80    | 24    | 0     | 0        | 7     | 2     | 12    | 0     | 1     | 42    | 0        | .256  | .296     | .372     | .668  |
| 2023      | 日本ハム  | 9     | 16    | 15    | 0     | 0     | 0        | 0        | 0        | 0     | 0     | 0     | 0        | 0     | 0     | 1     | 0     | 0     | 4     | 0        | .000  | .063     | .000     | .063  |
| 2023      | 中日      | 69    | 226   | 206   | 12    | 58    | 6        | 0        | 3        | 73    | 14    | 0     | 0        | 2     | 0     | 17    | 1     | 1     | 47    | 4        | .282  | .339     | .354     | .694  |
| '23計     | 中日      | 78    | 242   | 221   | 12    | 58    | 6        | 0        | 3        | 73    | 14    | 0     | 0        | 2     | 0     | 18    | 1     | 1     | 51    | 4        | .262  | .321     | .330     | .651  |
| 2024      | 中日      | 61    | 164   | 152   | 7     | 46    | 8        | 0        | 3        | 63    | 17    | 0     | 0        | 1     | 2     | 9     | 0     | 0     | 38    | 5        | .303  | .337     | .414     | .752  |
| 通算：8年 | 通算：8年 | 430   | 1097  | 988   | 65    | 233   | 30       | 0        | 19       | 320   | 92    | 0     | 1        | 25    | 5     | 74    | 2     | 5     | 245   | 21       | .236  | .291     | .324     | .615  |

- 2024年度シーズン終了時

### 年度別守備成績
捕手守備
| 年 度 | 球 団    | 捕手  | 捕手  | 捕手  | 捕手  | 捕手  | 捕手     | 捕手  | 捕手     | 捕手     | 捕手     | 捕手     |
| 年 度 | 球 団    | 試 合 | 刺 殺 | 補 殺 | 失 策 | 併 殺 | 守 備 率 | 捕 逸 | 企 図 数 | 許 盗 塁 | 盗 塁 刺 | 阻 止 率 |
| ----- | -------- | ----- | ----- | ----- | ----- | ----- | -------- | ----- | -------- | -------- | -------- | -------- |
| 2017  | 巨人     | 19    | 55    | 7     | 1     | 0     | .984     | 1     | 7        | 7        | 0        | .000     |
| 2018  | 巨人     | 21    | 90    | 6     | 0     | 1     | 1.000    | 1     | 10       | 7        | 3        | .300     |
| 2019  | 巨人     | 3     | 9     | 0     | 1     | 0     | .900     | 0     | 2        | 2        | 0        | .000     |
| 2019  | 日本ハム | 40    | 161   | 33    | 1     | 2     | .995     | 1     | 21       | 12       | 9        | .429     |
| '19計 | 日本ハム | 43    | 170   | 33    | 2     | 2     | .990     | 1     | 23       | 14       | 9        | .391     |
| 2020  | 日本ハム | 80    | 408   | 60    | 5     | 7     | .989     | 14    | 69       | 49       | 20       | .290     |
| 2021  | 日本ハム | 32    | 152   | 13    | 0     | 0     | 1.000    | 4     | 21       | 15       | 6        | .286     |
| 2022  | 日本ハム | 78    | 486   | 48    | 6     | 3     | .989     | 0     | 69       | 48       | 21       | .304     |
| 2023  | 日本ハム | 8     | 22    | 6     | 0     | 1     | 1.000    | 0     | 5        | 4        | 1        | .200     |
| 2023  | 中日     | 42    | 251   | 24    | 2     | 2     | .993     | 3     | 25       | 18       | 7        | .280     |
| '23計 | 中日     | 50    | 273   | 30    | 2     | 3     | .993     | 3     | 30       | 22       | 8        | .267     |
| 2024  | 中日     | 53    | 237   | 29    | 1     | 4     | .996     | 2     | 31       | 22       | 9        | .290     |
| 通算  | 通算     | 379   | 1871  | 226   | 17    | 20    | .992     | 16    | 260      | 184      | 76       | .292     |

内野守備
| 年 度 | 球 団 | 一塁  | 一塁  | 一塁  | 一塁  | 一塁  | 一塁     | 一塁 |
| 年 度 | 球 団 | 試 合 | 刺 殺 | 補 殺 | 失 策 | 併 殺 | 守 備 率 |      |
| ----- | ----- | ----- | ----- | ----- | ----- | ----- | -------- | ---- |
| 2023  | 中日  | 15    | 108   | 7     | 1     | 6     | .991     |      |
| 2024  | 中日  | 1     | 0     | 0     | 0     | 0     | ----     |      |
| 通算  | 通算  | 16    | 108   | 7     | 1     | 6     | .991     |      |

- 2024年度シーズン終了時[注 2]

### 表彰
- 月間最優秀バッテリー賞：1回（2022年交流戦 投手：加藤貴之）
- 月間サヨナラ賞：1回（2023年8月）
- 月間アットホームヒーロー賞：1回（2017年8月）

### 記録
初記録
- 初出場：2017年8月8日、対阪神タイガース14回戦（東京ドーム）、8回裏に西村健太朗の代打で出場
- 初打席・初安打：同上、8回裏に藤川球児から中前安打[9]
- 初打点・初本塁打：2017年8月18日、対横浜DeNAベイスターズ18回戦（東京ドーム）、10回裏に砂田毅樹から右越サヨナラ2ラン[10]
- 初先発出場：2017年8月25日、対阪神タイガース17回戦（東京ドーム）、「8番・捕手」で先発出場[12]

その他の記録
- 月間3度のサヨナラ安打：2023年8月 ※落合博満、阿部慎之助に並び史上最多タイ[63]

### 背番号
- 52（2016年[7] - 2017年）
- 27（2018年[16]）
- 32（2019年[17] - 同年6月27日）
- 30（2019年6月28日[21] - 2023年6月20日）
- 39（2023年6月21日[37] - ）

### 登場曲
- 「完全感覚Dreamer」ONE OK ROCK（2017年 - 2018年7月）
- 「U.S.A」DA PUMP（2018年8月 - 同年終了）
- 「DAYS」FLOW（2019年6月 - 同年終了）
- 「One More Starting」predia（2019年8月 - 同年終了）
- 「ロードショー」ももいろクローバーZ（2020年 - ）
- 「Fanfare」TWICE（2020年 - ）
- 「HAPPY HAPPY」TWICE（2021年 - ）
- 「Rolling in the Deep」Adele（2023年 - ）

### 代表歴
- 2015年夏季ユニバーシアード野球日本代表